# (18430) Balzac
(18430) Balzac est un astéroïde de la ceinture principale.

## Description
(18430) Balzac est un astéroïde de la ceinture principale. Il fut découvert par Freimut Börngen le 14 janvier 1994 à Tautenburg. Il présente une orbite caractérisée par un demi-grand axe de 2,39 UA, une excentricité de 0,1 et une inclinaison de 6,61° par rapport à l'écliptique.
Il fut nommé en hommage à l'écrivain français Honoré de Balzac (1799-1850).

## Compléments